# Leptotarsus apertus
Leptotarsus apertus är en tvåvingeart som först beskrevs av Edwards 1923.  Leptotarsus apertus ingår i släktet Leptotarsus och familjen storharkrankar. Inga underarter finns listade i Catalogue of Life.